# Håmmålsfjellet
Der Håmmålsfjellet (auch Hummelfjell, Hommelfjell oder Håmmålfjell) ist ein Bergrücken in Norwegen, dessen höchsten Punkt der Gråhøgda mit 1543 moh. darstellt.

## Lage und Beschreibung
Der Bergrücken befindet sich in der Provinz Innlandet und gehört etwa gleichen Teilen zu den Gemeinden Os und Tolga deren Gemeindegrenze größtenteils mit dem Bergkamm identisch ist. Neben dem Hauptgipfel verfügt der Berg über die Nebengipfel Elvhøgda (1326 moh.), Skarvhøgda (1306 moh.), Skarvhøgda (1306 moh.), Mosbuhøgda (1284 moh.), Brattangen (1302 moh.), Mosbuhøgda (1282 moh.), sowie weitere sieben namenlose Nebengipfel zwischen 1287 moh. bis 1458 moh.
Die Schartenhöhe des Berges, gemessen am Gråhøgda, beträgt 630 bis 633 m, die Dominanz gegenüber dem nächsthöheren Berg, dem Sålekinna (1595 moh.), beträgt 24 km. Der Name rührt vermutlich vom altnordischen hǫmull her, was so viel wie „kleiner, rundlicher Stein“ bedeutet.

## Tourismus und Erschließung
An der Nordseite des Massivs befindet sich ein kleines Skigebiet mit 4 Liften und etwa 5 Skipisten. Auf den Gipfel des Berges führt von Os aus eine kleine Straße hinauf. Es handelt sich dabei um die vierthöchste Straße Norwegens. Bei gutem Wetter reicht die Fernsicht vom Gipfel aus bis Trondheim.

## Hummelfjell Radarstation
Auf dem Gipfel des Berges befindet sich eine große Radarstation. Eigens für diese wurde eine Straße und eine Seilbahn auf den Gipfel gebaut. Die Anlage sowie die dazugehörende Infrastruktur wurde 1958 errichtet und gehörte zum Kontroll- und Vorwarnsystem der NATO im Kalten Krieg. Sie wurde bis 1986 betrieben und verfügte zeitweise über etwa 100 Mann Besatzung. 2008 wurde der ehemalige Funkturm der Anlage durch einen neuen ersetzt.

## Hummelfjell-Unglück
An der Südseite, wenige hundert Meter südwestlich des Hauptgipfels ereignete sich am 7. November 1956 das Hummelfjell-Unglück. Aufgrund schlechter Witterung stürzte damals eine Braathens-Maschine auf dem Weg von Trondheim nach Oslo ab. An Bord waren zehn Passagiere und zwei Besatzungsmitglieder. Bei dem Absturz kamen der Pilot und ein Passagier ums Leben (siehe auch Braathens-S.A.F.E.-Flug 253).